# Be the One (Dua Lipa)
Be the One è il singolo di debutto della cantante britannica Dua Lipa, pubblicato il 30 ottobre 2015 come primo estratto dal primo album in studio Dua Lipa.

## Video musicale
Il video musicale è stato reso disponibile tramite YouTube il 29 ottobre 2015 ed è stato diretto e prodotto da Nicole Nodland.
Un secondo video musicale, diretto da Daniel Kaufman e in cui appare Ansel Elgort, è stato pubblicato il 5 dicembre 2016.

## Tracce
Testi e musiche di Lucy Taylor, Jack Tarrant e Digital Farm Animals, eccetto dove indicato.
Download digitale, streaming
1. Be the One – 3:22

Download digitale, streaming – Remixes EP
1. Be the One (Shy Luv Remix) – 3:28
2. Be the One (Dillistone Remix) – 3:47
3. Be the One (Paul Woolford Remix) – 6:21
4. Be the One (Take a Daytrip Remix) – 4:08
5. Be the One (Ten Ven Remix) – 5:24
6. Be the One (With You Remix) – 5:45

Download digitale, streaming – Netsky Remix
1. Be the One (Netsky Remix) – 4:17

CD singolo
1. Be the One – 3:23
2. Last Dance – 3:49 (Dua Lipa, Stephen "Koz" Kozmeniuk, Talay Riley)

## Formazione
Hanno partecipato alle registrazioni, secondo le note di copertina:
Musicisti
- Dua Lipa – voce, cori
- Lucy Taylor – cori
- Jack Tarrant – chitarra

Produzione
- Digital Farm Animals – produzione
- Jack Tarrant – produzione vocale
- Evelyn Yard – registrazione
- John Davis – mastering
- Șerban Ghenea – missaggio
- John Hanes – assistenza al missaggio

## Classifiche

### Classifiche settimanali
| Classifica (2016-17) | Posizione massima |
| -------------------- | ----------------- |
| Australia            | 6                 |
| Austria              | 7                 |
| Belgio (Fiandre)     | 1                 |
| Belgio (Vallonia)    | 42                |
| Croazia              | 7                 |
| Francia              | 42                |
| Germania             | 11                |
| Irlanda              | 25                |
| Italia               | 28                |
| Lussemburgo          | 8                 |
| Nuova Zelanda        | 20                |
| Paesi Bassi          | 11                |
| Polonia              | 1                 |
| Portogallo           | 70                |
| Regno Unito          | 9                 |
| Repubblica Ceca      | 50                |
| Romania              | 25                |
| Slovacchia           | 35                |
| Slovenia             | 2                 |
| Svezia               | 100               |
| Svizzera             | 11                |
| Ucraina              | 103               |

### Classifiche di fine anno
| Classifica (2016) | Posizione |
| ----------------- | --------- |
| Australia         | 52        |
| Austria           | 53        |
| Belgio (Fiandre)  | 10        |
| Bulgaria          | 3         |
| Croazia           | 14        |
| Germania          | 72        |
| Italia            | 80        |
| Paesi Bassi       | 50        |
| Polonia           | 3         |
| Slovenia          | 15        |
| Svizzera          | 51        |
| Classifica (2017) | Posizione |
| Regno Unito       | 50        |